# Tàn tích siêu tân tinh

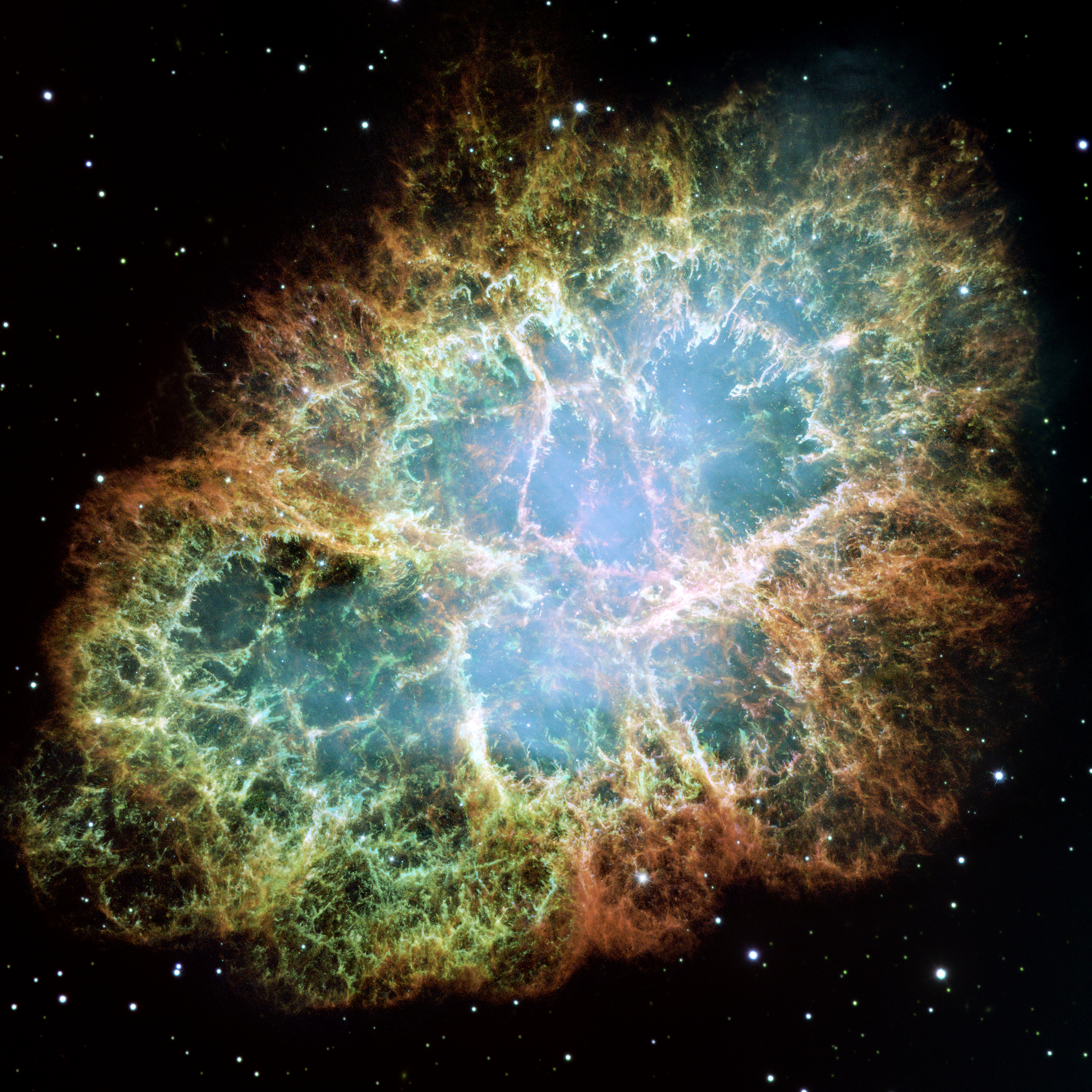
Tàn tích siêu tân tinh SN 1054 (Tinh vân Con Cua).

Tàn tích siêu tân tinh là những kết cấu vật chất còn lại từ kết quả của một vụ nổ của một ngôi sao trong một siêu tân tinh. Tàn tích siêu tân tinh bị bao bọc bởi một làn sóng dao động thoát ra từ vụ nổ, nó chứa những vật chất của sao bị đẩy ra xung quanh, những vật chất này lan ra tạo thành một làn sóng trên đường đi của nó.
Có hai khả năng tạo thành một siêu tân tinh: khả năng thứ nhất là khi một ngôi sao khổng lồ đốt cháy hết nguồn nhiên liệu nhiệt hạch, nhân của nó không còn năng lượng, và sụp đổ vào tâm dưới trọng trường của chính nó, hình thành nên sao neutron hoặc một lỗ đen; hay hình thành một sao lùn trắng, hút vật chất từ những ngôi sao gần nó, tới khi đạt được khối lượng Chandrasekhar và rồi bùng nổ nhiệt hạch.
Trong khả năng thứ hai, sau kết quả của vụ nổ siêu tân tinh, một lượng lớn hay tất cả vật chất của sao bị đẩy ra xung quanh với tốc độ khoảng bằng 1% vận tốc ánh sáng, tức là khoảng 3000 km/s. Khi những vật chất này bị va chạm với khí ga bao quanh các sao hay giữa các sao, nó tạo nên một làn sóng chấn động và có thể nung nóng khí ga tới nhiệt độ hàng chục triệu độ C, là dạng plasma.

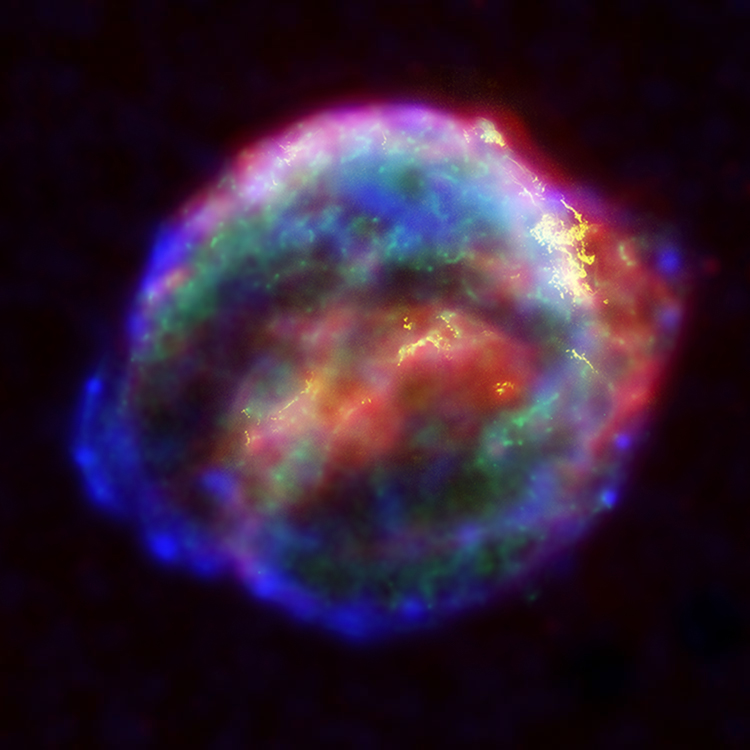
Tàn tích siêu tân tinh Kepler, SN 1604
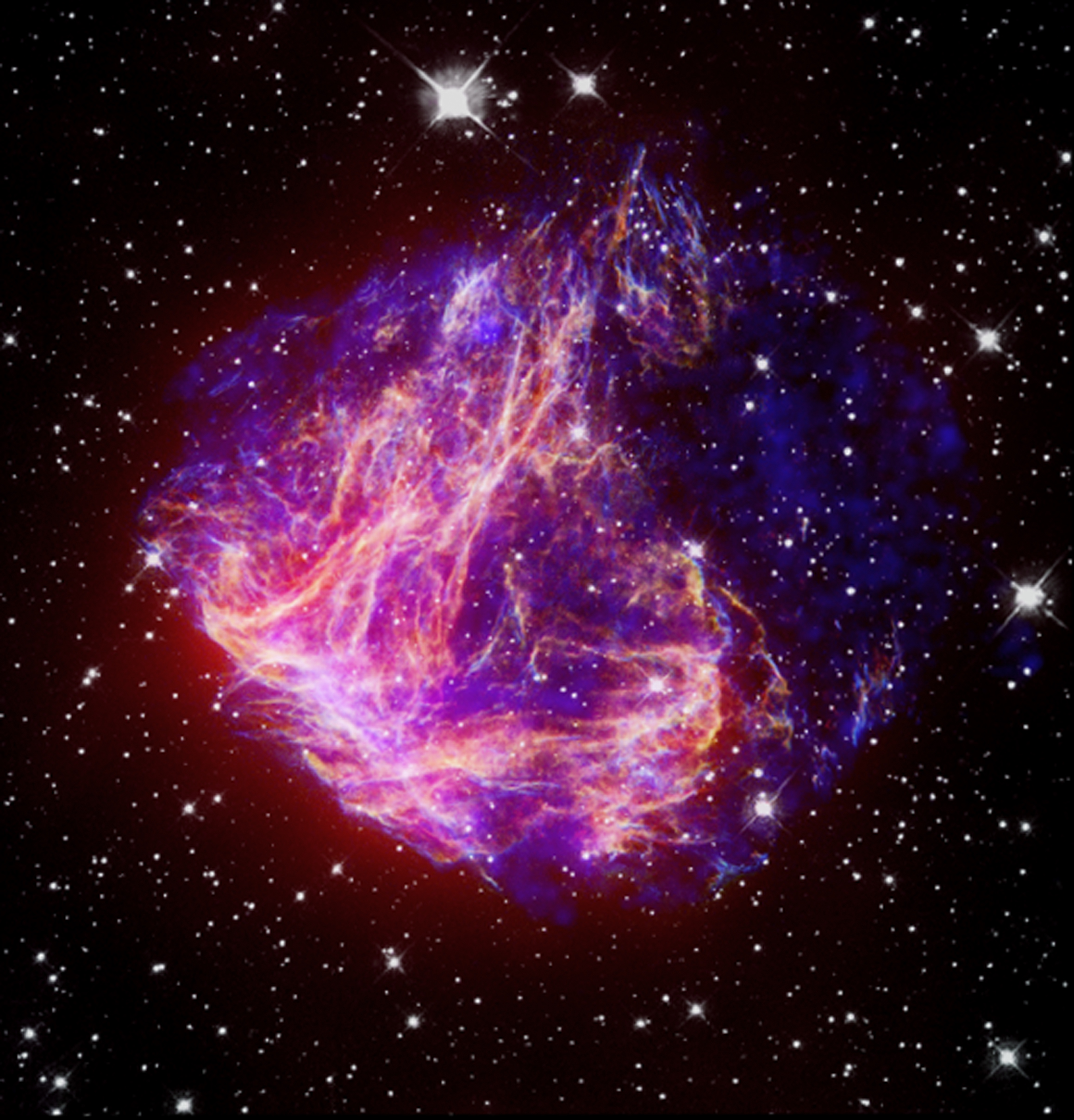
Tàn tích siêu tân tinh N49 trong Đám Mây Magellan Lớn